# First Impact
First Impact — дебютный мини-альбом южнокорейской проектной гёрл-группы Kep1er, сформированной в рамках реалити-шоу от Mnet Girls Planet 999. Альбом был выпущен 3 января 2022 года лейблом Wake One Entertainment. Он доступен в трёх версиях: «Connect O», «Connect -» и «Connect 1» и содержит шесть треков с «Wa Da Da» в качестве ведущего сингла.

## Предпосылки и релиз
Kep1er были сформированы в рамках реалити-шоу на выживании Girls Planet 999, которое транслировалось с 6 августа по 22 октября 2021 года. В шоу приняли участие 99 участниц из Китая, Японии и Южной Кореи, чтобы побороться за дебют в многонациональной женской группе. Из первоначально 99 участниц только девять лучших вошли в окончательный дебютный состав.
Первоначально дебют Kep1er был запланирован на 14 декабря 2021 года, предварительные заказы начались 29 ноября. Однако было объявлено, что дебют группы будет отложен до 3 января 2022 года по причине выявления у одеого из сотрудников стаффа положительного результата на COVID-19. 14 декабря выяснилось, что участницы группы Маширо и Сяотин также получили положительные результаты на COVID-19. 26 декабря девушки официально выздоровели.
3 января 2022 года Kep1er выпустили свой дебютный мини-альбом First Impact с «Wa Da Da» в качестве ведущего сингла.

## Критика
| Оценки критиков | Оценки критиков |
| Источник        | Оценка          |
| --------------- | --------------- |
| NME             | [ 8 ]           |

Глэдис Йео из NME дала альбому три звезды из пяти, назвав альбом энергичной записью проекта из шести треков, которая обеспечивает приятное прослушивание, но не раскрывает личность Kep1er как артистов. Она прокомментировала, насколько индивидуально песни альбома могут быть приятными и как это позволяет участницам группы продемонстрировать свои вокальные способности, но колеблется, когда дело доходит до сплочения и установления идентичности группы.

## Список треков
| №                   | Название                               | Текст песни                                                                                          | Музыка | Аранжировка                                        | Длительность |
| ------------------- | -------------------------------------- | --- | --- | -------------------------------------------------- | ------------ |
| 1.                  | «See the Light»                        | Park Woo-sang                                                                                        | Park Woo-sang Lee Sang-won | Park Woo-sang Lee Sang-won                         | 1:52         |
| 2.                  | «Wa Da Da»                             | BuildingOwner (PrismFilter) Elum (PrismFilter) Shannon Danke Hwang Yu-bin Odal Park Lee Seu-ran Kako | BuildingOwner (PrismFilter) Elum (PrismFilter) Shannon                                                                                                  | BuildingOwner (PrismFilter)                        | 3:04         |
| 3.                  | «MVSK»                                 | Jeong Ho-hyeon (E.one)                                                                               | Jeong Ho-hyeon (E.one) | Jeong Ho-hyeon (E.one)                             | 3:11         |
| 4.                  | «Shine» (Kep1er вер.)                  | Isran Inner Child (MonoTree) Seo Ha-young (MonoTree) Albi Albertsson (Mussashi) Mia Kemppainen       | Albi Albertsson (Mussashi) Mia Kemppainen Kanata Okajima Hautboi Rich Inner Child (MonoTree) Seo Ha-young (MonoTree) Ryan Kim Peter Chun Sabrina Salmon | Albi Albertsson (Mussashi)                         | 3:35         |
| 5.                  | «Another Dream» (Kep1er вер.)          | Park Soo-seok Seo Ji-eun Wang Yu-rim                                                                 | Park Soo-seok Seo Ji-eun | Park Soo-seok Seo Ji-eun                           | 3:22         |
| 6.                  | «O.O.O (Over&Over&Over)» (Kep1er вер.) | Jeong Ho-hyeon (E.one) Hwang Hyun-hyeon (MonoTree) Girls Planet 999                                  | Jeong Ho-hyeon (E.one) Hwang Hyun-hyeon (MonoTree) | Jeong Ho-hyeon (E.one) Hwang Hyun-hyeon (MonoTree) | 4:08         |
| Общая длительность: | Общая длительность:                    | Общая длительность:                                                                                  | Общая длительность: | Общая длительность:                                | 20:26        |

## Чарты
| Чарты (2022)                        | Высшая позиция |
| ----------------------------------- | -------------- |
| Финляндия (Suomen virallinen lista) | 19             |
| Япония (Oricon)                     | 2              |
| Япония Hot Albums (Billboard Japan) | 10             |
| Республика Корея (Gaon)             | 1              |

## История релиза
| Регион           | Дата               | Формат                           | Лейбл                                      |
| ---------------- | ------------------ | -------------------------------- | ------------------------------------------ |
| Республика Корея | 3 января 2022 года | CD цифровая дистрибуция стриминг | Wake One Entertainment Swing Entertainment |
| Мир              | 3 января 2022 года | цифровая дистрибуция стриминг    | Wake One Entertainment Swing Entertainment |